# Música de Kingdom Hearts

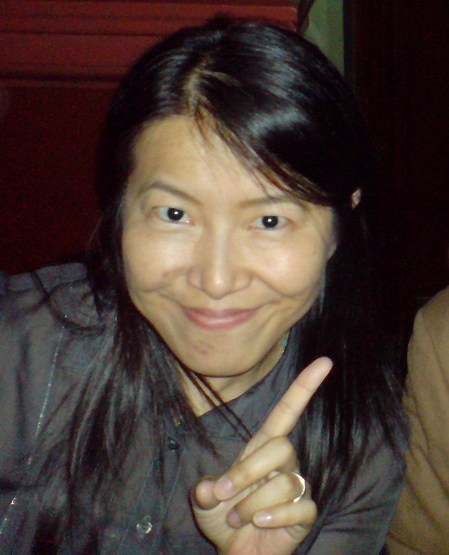
Yoko Shimomura compuso y arregló la música de la saga, que consiste en arreglos de canciones Disney y trabajos de su autoría.

La música de la saga de videojuegos Kingdom Hearts ha sido creada por Yoko Shimomura y los arreglos orquestales son obra de Kaoru Wada. Las bandas sonoras originales de los juegos se han publicado en tres álbumes y un cuarto álbum recopilatorio. Las bandas sonoras de los juegos de Kingdom Hearts cuentan con piezas musicales tanto de las películas de Disney como de los juegos Final Fantasy. Incluyen obras como "Mickey Mouse Club March" de Jimmie Dodd, "This Is Halloween", de Danny Elfman, y "One-Winged Angel", de Nobuo Uematsu. También incluyen varios temas de interpretaciones vocales. Los más notables son los cuatro temas principales: "Hikari", "Passion", "Chikai" y "Face My Fears". Los dos temas fueron escritos e interpretados por la estrella del pop japonesa-estadounidense Utada Hikaru. Además del japonés, se produjeron versiones en inglés de las dos primeras canciones, tituladas "Simple and Clean" y "Sanctuary", respectivamente.
Aunque la mayor parte de la música se ha editado solo en Japón, la primera banda sonora se lanzó en todo el mundo y los temas de la serie Kingdom Hearts han aparecido en múltiples conciertos de Video Games Live. La música en general ha tenido una buena acogida, y varias piezas han gozado de una particular acogida. Los dos temas principales fueron bien recibidos por la crítica, tanto por la de videojuegos como por la musical, y alcanzaron una buena posición en la lista semanal Oricon Weekly Singles, de Japón.

## Temas musicales
Los temas musicales de los juegos de Kingdom Hearts se mueven entre la oscuridad, la alegría y la tristeza. Varios de los temas musicales que se incluyen recibieron una buena acogida o ya eran bastante conocidas, sobre todo de las películas de Disney. Se trata, por ejemplo, de "Mickey Mouse Club March", de Jimmie Dodd; "Winnie The Pooh", de Robert B. Sherman y Richard M. Sherman; "This Is Halloween", de Danny Elfman; "He's a Pirate", de Geoff Zanelli, Klaus Badelt y Hans Zimmer; y "Beauty and the Beast", de Howard Ashman y Alan Menken. Otras obras conocidas son "Night on Bald Mountain" (convertida en "A Night on the Bare Mountain"), de Modest Músorgski, y un remix de "One-Winged Angel", del compositor de la saga Final Fantasy Nobuo Uematsu. En algunos mundos de Disney se caracterizan en Kingdom Hearts con la correspondiente música de la película de Disney. Los temas originales incluyen los el tema de título «Theme of Watching the Title Screen for Hours on End» "Dearly Beloved", y los dos temas principales, "Simple and Clean" y "Sanctuary". Las bandas sonoras están compuestas por un mix de piano y piezas orquestales. Los temas principales se diferencian del resto de la música en que son canciones pop. La saga también cuenta con varios temas vocales: los más notables son los dos temas principales. Kingdom Hearts II contiene más interpretaciones vocales, que se encuentran específicamente en el Atlantica World, donde hay minijuegos de fantasía ambientados en el mundo de La Sirenita, Música vocal donde se puede escuchar "Part of Your World" o "Under the Sea", ambas de Alan Menken y Howard Ashman.

### "Hikari" y "Simple and Clean"
"Hikari" (光, lit. " la luz") «Luz» es la versión original en japonés de Kingdom Hearts, el primer juego de la saga, así como de the Game Boy Advance Kingdom Hearts: Chain of Memories y su remake Re:Chain of Memories, y su precuela inmediata y reedición para PlayStation Portable (PSP) Kingdom Hearts Birth by Sleep, y también de Kingdom Hearts coded y su nueva version para DS Re:Coded. Su equivalente en inglés, "Simple and Clean", es el tema principal de la versión en inglés de los juegos, así como de la reedición japonesa del primer juego, Kingdom Hearts Final Mix. Utada Hikaru  es la escritora e intérprete de ambas canciones. quien por primera vez producía música para un videojuego. Aunque las dos canciones comparten una melodía similar y la música de fondo, el significado de las letras de las canciones difiere, ya que "Simple and Clean" no es una traducción literal de "Hikari". El sencillo, "Hikari", salió al mercado en Japón el 20 de marzo de 2002 y alcanzó una gran popularidad: se vendieron más de 270 000 copias en una semana. "Simple And Clean" (la versión completa y el remix PLANITb) forma parte del single "COLORS", de Utada, que debutó en las listas Oricon de Japón en el número uno y se mantuvo en ellas durante 19 semanas. Más tarde fue incluida como tema extra en el álbum en inglés "This Is the One", de Utada en 2009. Ambas canciones de tienen versiones "PLANITb remix", que son versiones house y «Hikari» está en "Godson Mix". Las diferentes versiones suenan en varios puntos del juego; la versión "Short Edit" del remix PLANITb se utiliza en la secuencia de apertura y la versión completa de la canción original aparece en la secuencia final.

### "Passion" y "Sanctuary"
"Passion" es el tema principal de la versión japonesa de Kingdom Hearts II y del título de Nintendo DS Kingdom Hearts 358/2 Days. Su equivalente en inglés, "Sanctuary", es el tema principal de las versiones en inglés y de Kingdom Hearts II FInal Mix. Al igual que en el primer tema, Utada Hikaru escribió e interpretó las versiones tanto en japonés como en inglés, hay dos . El mix "~opening version~" suena durante los vídeos de apertura, y la versión "~after the battle~" se escucha tras derrotar al último jefe de los juegos. Tanto "Sanctuary" como "~after the battle~" suenan en Kingdom Hearts 358/2 Days para DS. "Passion" se incluyó en la banda sonora original de Kingdom Hearts II, cuyo CD single se publicó el 14 de diciembre de 2005. "Sanctuary" fue presentada por primera vez en MTV.com a principios de 2006. Las versiones "Opening" y "After the Battle" de "Sanctuary" fueron publicadas posteriormente, en mayo de 2009, como temas extra del segundo álbum estadounidense de Utada, "This Is the One". Las versiones "After the Battle" de "Passion" y "Sanctuary" también se usan como tema final en el juego de 3DS Kingdom Hearts 3D: Dream Drop Distance.

## Creación e influencia
Yoko Shimomura compuso la música de los tres juegos principales de Kingdom Hearts y sus remakes. Comenzó a componer música de videojuegos en 1988 y se unió a Square en 1993, pero se separó en el 2002 para trabajar de forma independiente. Para crear su música, Shimomura se inspiró en diferentes cosas ajenas a su rutina diaria, como los viajes o las emociones. Siente gran aprecio por las piezas solistas y orquestales, como la Sonata para piano n.º 7, de Ludwig van Beethoven, la Balada n.º 1 de Frédéric Chopin y La Valse, de Maurice Ravel. Shimomura al principio dudó si hacerse cargo de la música para el primer Kingdom Hearts. La mezcla de una historia al estilo Square con personajes de Disney hacía difícil imaginar cómo sería el juego, lo que dificultó la composición de la música. Shimomura declaró que muchas de las piezas musicales son arreglos de temas de Disney, afirmó que disfrutaba haciendo arreglos. Shimomura sintió gran presión trabajando con canciones tan reconocibles, y se esforzó por mantener sus tonos y atmósferas originales y a la vez cumplir con las especificaciones técnicas de PlayStation 2. Por ejemplo, el arreglo orquestal original de la canción "This is Halloween", de The Nightmare Before Christmas, era imposible de reproducir en el sistema de sonido de PlayStation 2. Para lograr mantener algunos  aspectos intactos, Shimomura utilizó un método de prueba y error en el arreglo del fragmento. A la hora de producir música original, Shimomura quería crear composiciones para acompañar la parte de acción que hicieran que los jugadores se sintieran bien mientras jugaban con Kingdom Hearts. Para inspirarse, jugó al juego y repasó guiones e ilustraciones para inspirarse. Cuando daba con alguna idea, la comentaba con el director Tetsuya Nomura y los estrategas del juego. Para la reedición en PlayStation 2 de Kingdom Hearts: Chain of Memories, ella y su equipo pasaron gran parte de su tiempo trabajando en la música de acción; Shimomura quería que las diferentes músicas de lucha reflejaran diferentes emociones, como la felicidad y la tristeza. Para afrontar la gran carga de trabajo de Kingdom Hearts coded, Kingdom Hearts 358/2 Days y Kingdom Hearts Birth by Sleep, Shimomura compuso los temas más destacados mientras que el resto fueron creados por otros compositores. En retrospectiva, Shimomura ha declarado que la serie Kingdom Hearts combinó bien las escenas y la música, y que se sentía muy honrada de que su música hubiera calado en los corazones dl público. También ha comentado que disfrutó trabajando en el proyecto, a pesar de sus dificultades, y está orgullosa de la obra.

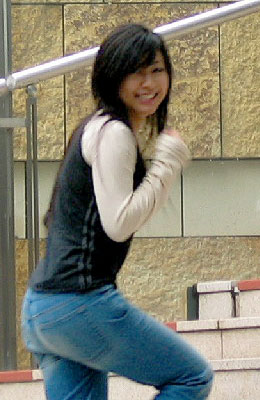
La cantante pop Utada Hikaru era la única que el director, Tetsuya Nomura, tenía en mente para los temas vocales de la saga.

Los dos temas principales fueron escritos e interpretados por la artista japonesa-estadounidense Utada Hikaru. Escribió dos versiones para cada uno, una en japonés y otra en inglés. Esta última se utiliza para los lanzamientos internacionales de los juegos. "Hikari" y "Passion" son los temas principales de la versión japonesa de Kingdom Hearts y Kingdom HeartsII  respectivamente, mientras que sus equivalentes en inglés se llaman "Simple and Clean" y "Sanctuary". Utada fue la única cantante que Nomura tuvo en mente para el primer tema de Kingdom Hearts. Consideró a Utada una joven cantante icónica cuya música podría romper las barreras lingüísticas e internacionales. Su participación, junto con el título de la primera canción en japonés, fue anunciada en enero de 2002. La participación de Utada en la serie se anunció en julio de 2005. Nomura decidió prescindir de una cantante diferente para interpretar el segundo tema principal porque creía que los fans asociaban a Utada con Kingdom Hearts. Utada se inspiró en los mundos y personajes de Kingdom Hearts. Por su parte, Nomura le facilitó explicaciones de las historias por escrito. Nomura declaró que las interpretaciones vocales del segundo tema se ciñen más a la historia del juego que "Hikari" / "Simple and Clean" con Kingdom Hearts y Kingdom Hearts: Chain of Memories. Por otro lado, Nomura comentó que los temas principales de Utada influyeron en varios factores a la hora de crear los juegos.

## Lanzamientos
La música de Kingdom Hearts, además de en los propios videojuegos, ha sido comercializada en distintos medios. Las bandas sonoras del primer y tercer juego se publicaron poco después de los lanzamientos de los juegos. A estas siguió una recopilación que incluía temas inéditos de la saga, así como nuevos arreglos y versiones de pistas reeditadas de las versiones de los juegos. La primera banda sonora se comercializó en Japón, Estados Unidos y Europa. El resto de los álbumes solo se lanzaron en Japón. Aunque los dos temas principales se lanzaron como parte de la banda sonora del juego, fueron presentados oficialmente como singles una semana antes del lanzamiento de este. Los temas "Simple And Clean" y "Sanctuary" aparecen en el álbum This Is the One, editado por Utada en 2009. Algunas canciones de la serie Kingdom Hearts también han sido interpretadas en Play! A video game Simphony, una serie de conciertos de música de videojuegos interpretada por una orquesta, en varios lugares de Estados Unidos y alrededor del mundo. Arnie Roth arregló fragmentos de Kingdom Hearts para los conciertos de Symphonic Fantasies en septiembre de 2009. El música de Kingdom Hearts está incluida en el álbum «Dramatica», un recopilatorio de los mejores trabajos de Yoko Shimomura.

### Kingdom Hearts Original Soundtrack
Kingdom Hearts Original Soundtrack es la banda sonora oficial del videojuego Kingdom Hearts. Toshiba-EMI la estrenó en Japón el 27 de marzo de 2002 y más tarde, el 25 de noviembre de 2002, Virgin Records la publicó en Europa. El 23 de marzo de 2003 fue lanzada en Estados Unidos por Walt Disney Records. La banda sonora está formada por dos CD que contienen la mayor parte de la música de la versión original del juego, junto con dos temas extra. La música la compuso Yoko Shimomura, con la voz de Utada Hikaru en "Simple and Clean" e "Hikari". Fue interpretada por la Nueva Orquesta Filarmónica de Japón gracias a los arreglos orquestales de Kaoru Wada. Hay temas de Kingdom Hearts Final Mix que no están incluidos, ya que la banda sonora se publicó antes de su lanzamiento.
La banda sonora ha gozado de un recibimiento positivo en general. La web sobre videojuegos IGN incluyó el tema de apertura de Kingdom Hearts, "Dearly Beloved", que alcanzó el número cuatro de su lista de los diez mejores temas de juegos de rol (RPG). En sus premios "Best of 2002", Kingdom Hearts estuvo nominado al premio al «Best Sound in a PlayStation 2 Game Editor”s Choice Award» y fue finalista del premio «Best Sound in Game Award 2002
Reader”s Choice Award». Allmusic concedió a la primera banda sonora con un 3 sobre 5. GameSpy describió la banda sonora como "agradable, melodiosa y, sobre todo, adecuada para las diversas situaciones en las que suena" y elogió la traducción al inglés de "Simple And Clean".
Lista de temas

| Disc 1 | |          |  |
| N.º    | Título                                                                                                | Duración |  |
| 1.     | «Dearly Beloved»                                                                                      | 1:13     |  |
| 2.     | «Hikari -KINGDOM Orchestra Versión instrumental-» (光; music by Utada Hikaru, arranged by Kaoru Wada) | 3:42     |  |
| 3.     | «Hikari -PLANITb Remix- (Short Edit)» (光; written and performed by Utada Hikaru)                     | 2:31     |  |
| 4.     | «Dive into the Heart -Destati-» ("Awaken")                                                            | 4:57     |  |
| 5.     | «Destiny Islands»                                                                                     | 1:49     |  |
| 6.     | «Bustin' Up on the Beach»                                                                             | 2:01     |  |
| 7.     | «Mickey Mouse Club March» (music by Jimmie Dodd)                                                      | 1:02     |  |
| 8.     | «Treasured Memories»                                                                                  | 1:45     |  |
| 9.     | «Strange Whispers»                                                                                    | 0:55     |  |
| 10.    | «Kairi I»                                                                                             | 1:19     |  |
| 11.    | «It Began with a Letter»                                                                              | 1:32     |  |
| 12.    | «A Walk in Andante»                                                                                   | 1:18     |  |
| 13.    | «Night of Fate»                                                                                       | 2:06     |  |
| 14.    | «Destiny's Force»                                                                                     | 2:50     |  |
| 15.    | «Where Is This?»                                                                                      | 1:42     |  |
| 16.    | «Traverse Town»                                                                                       | 1:21     |  |
| 17.    | «The Heartless Has Come»                                                                              | 0:55     |  |
| 18.    | «Shrouding Dark Cloud»                                                                                | 2:15     |  |
| 19.    | «Blast Away! -Gummi Ship I-»                                                                          | 1:50     |  |
| 20.    | «Tricksy Clock»                                                                                       | 0:38     |  |
| 21.    | «Welcome to Wonderland»                                                                               | 1:53     |  |
| 22.    | «To Our Surprise»                                                                                     | 2:14     |  |
| 23.    | «Turning the Key»                                                                                     | 0:16     |  |
| 24.    | «Olympus Coliseum»                                                                                    | 2:08     |  |
| 25.    | «Road to a Hero»                                                                                      | 1:30     |  |
| 26.    | «Go for It!»                                                                                          | 2:05     |  |
| 27.    | «No Time to Think»                                                                                    | 0:33     |  |
| 28.    | «Deep Jungle»                                                                                         | 3:00     |  |
| 29.    | «Having a Wild Time»                                                                                  | 2:25     |  |
| 30.    | «Holy Bananas!»                                                                                       | 2:16     |  |
| 31.    | «Squirming Evil»                                                                                      | 1:54     |  |
| 32.    | «Hand in Hand»                                                                                        | 2:26     |  |
| 33.    | «Kairi II»                                                                                            | 1:02     |  |
| 34.    | «Merlin's Magical House»                                                                              | 1:46     |  |
| 35.    | «Winnie the Pooh» (music by Richard M. Sherman and Robert B. Sherman)                                 | 2:28     |  |
| 36.    | «Bounce-O-Rama»                                                                                       | 1:48     |  |
| 37.    | «Just an Itty Bitty Too Much»                                                                         | 0:40     |  |
| 38.    | «Once Upon a Time»                                                                                    | 0:21     |  |
| 39.    | «Shipmeisters' Humoresque»                                                                            | 2:11     |  |
| 40.    | «Precious Stars in the Sky»                                                                           | 1:08     |  |
| 41.    | «Blast Away! -Gummi Ship II-»                                                                         | 1:51     |  |

| Disc 2 |                                                                        |          |  |
| N.º    | Título                                                                 | Duración |  |
| 1.     | «A Day in Agrabah»                                                     | 2:23     |  |
| 2.     | «Arabian Dream»                                                        | 2:04     |  |
| 3.     | «Villains of a Sort»                                                   | 1:32     |  |
| 4.     | «A Very Small Wish»                                                    | 2:16     |  |
| 5.     | «Monstrous Monstro»                                                    | 1:56     |  |
| 6.     | «Friends in My Heart»                                                  | 1:30     |  |
| 7.     | «Under the Sea» (music by Alan Menken and Howard Ashman)               | 1:54     |  |
| 8.     | «An Adventure in Atlantica»                                            | 2:03     |  |
| 9.     | «A Piece of Peace»                                                     | 1:00     |  |
| 10.    | «An Intense Situation»                                                 | 0:48     |  |
| 11.    | «The Deep End»                                                         | 2:14     |  |
| 12.    | «This Is Halloween» (music by Danny Elfman)                            | 2:22     |  |
| 13.    | «Spooks of Halloween Town»                                             | 2:14     |  |
| 14.    | «Oopsy-Daisy»                                                          | 0:21     |  |
| 15.    | «Captain Hook's Pirate Ship»                                           | 2:06     |  |
| 16.    | «Pirate's Gigue»                                                       | 1:45     |  |
| 17.    | «Never Land Sky»                                                       | 1:26     |  |
| 18.    | «Kairi III»                                                            | 1:35     |  |
| 19.    | «Blast Away! -Gummi Ship III-»                                         | 1:51     |  |
| 20.    | «Hollow Bastion»                                                       | 2:26     |  |
| 21.    | «Scherzo di notte» ("Scherzo at Night")                                | 1:49     |  |
| 22.    | «Forze del male» ("Forces of Evil")                                    | 3:38     |  |
| 23.    | «HIKARI -KINGDOM HEARTS Versión instrumental-» (music by Utada Hikaru) | 1:10     |  |
| 24.    | «Miracle»                                                              | 0:16     |  |
| 25.    | «End of the World»                                                     | 3:14     |  |
| 26.    | «Fragments of Sorrow»                                                  | 2:18     |  |
| 27.    | «Guardando nel Buio» ("Peering into Darkness")                         | 4:25     |  |
| 28.    | «Beyond the Door»                                                      | 1:08     |  |
| 29.    | «Always on My Mind»                                                    | 1:47     |  |
| 30.    | «Hikari» (光; written and performed by Utada Hikaru)                   | 5:03     |  |
| 31.    | «March Caprice for Piano and Orchestra» (arranged by Kaoru Wada)       | 5:13     |  |
| 32.    | «Hand in Hand -Reprise-» (arranged by Takahito Eguchi)                 | 0:55     |  |
| 33.    | «Dearly Beloved -Reprise-»                                             | 1:20     |  |
| 34.    | «Having a Wild Time -Previous Version-» (bonus track)                  | 1:11     |  |
| 35.    | «Destati» ("Awaken"; bonus track)                                      | 2:55     |  |

### Kingdom Hearts Final Mix Additional Tracks
Kingdom Hearts Final Mix Additional Tracks es un CD independiente que cuenta con nuevos temas de la reedición del primer juego, Kingdom Hearts Final Mix. Walt Disney Records lo lanzó en Japón el 26 de diciembre de 2002.
Lista de temas

| Track listing |                                                                      |          |  |
| N.º           | Título                                                               | Duración |  |
| 1.            | «One-Winged Angel (from FINAL FANTASY VII)» (music by Nobuo Uematsu) | 3:52     |  |
| 2.            | «A Night on Bald Mountain» (music by Modest Músorgski)               | 4:07     |  |
| 3.            | «Disappeared»                                                        | 3:56     |  |
| 4.            | «Another Side»                                                       | 2:39     |  |

### Kingdom Hearts IIOriginal Soundtrack
Kingdom Hearts II Original Soundtrack es la banda sonora oficial del juego Kingdom Hearts II. El álbum contiene temas musicales del juego, compuestos y producidos por Yoko Shimomura, con los principales temas orquestales arreglados por Kaoru Wada e interpretadas por la Orquesta Filarmónica de Tokio. La voz del tema principal "Passion" es de Utada Hikaru. La banda sonora se lanzó en Japón el 25 de enero de 2006. Recibió comentarios positivos por parte de la crítica. G4TV galardonó a Kingdom Hearts II con la mejor banda sonora «Best Soundtrack» en sus premios del show G-Phoria 2006. GameSpy elogió la banda sonora, pero declaró que no era tan buena como la del primer juego. Game Informer calificó la partitura musical como "inolvidable". GameSpot declaró que la "magnífica banda sonora" mejoraba aún más la experiencia de juego y valoró el sonido con un 9 sobre 10. 
Lista de temas

| Disc 1 | |          |  |
| N.º    | Título                                                                                             | Duración |  |
| 1.     | «Dearly Beloved»                                                                                   | 2:22     |  |
| 2.     | «Passion -KINGDOM Orchestra Versión instrumental-» (music by Utada Hikaru, arranged by Kaoru Wada) | 3:41     |  |
| 3.     | «Passion ~opening version~» (written and performed by Utada Hikaru)                                | 4:26     |  |
| 4.     | «Lazy Afternoons»                                                                                  | 1:40     |  |
| 5.     | «Sinister Sundown»                                                                                 | 1:14     |  |
| 6.     | «The Escapade»                                                                                     | 1:17     |  |
| 7.     | «Dive into the Heart -Destati-» ("Awaken")                                                         | 1:49     |  |
| 8.     | «Fragments of Sorrow»                                                                              | 1:16     |  |
| 9.     | «Tension Rising»                                                                                   | 1:34     |  |
| 10.    | «Kairi»                                                                                            | 0:54     |  |
| 11.    | «Missing You»                                                                                      | 1:53     |  |
| 12.    | «The 13th Struggle»                                                                                | 1:44     |  |
| 13.    | «Roxas»                                                                                            | 1:18     |  |
| 14.    | «Sora»                                                                                             | 1:29     |  |
| 15.    | «The Afternoon Streets»                                                                            | 1:36     |  |
| 16.    | «Working Together»                                                                                 | 1:30     |  |
| 17.    | «Friends in My Heart»                                                                              | 1:01     |  |
| 18.    | «Magical Mystery»                                                                                  | 0:52     |  |
| 19.    | «A Twinkle in the Sky»                                                                             | 0:57     |  |
| 20.    | «Reviving Hollow Bastion»                                                                          | 2:08     |  |
| 21.    | «Scherzo di Notte» ("Scherzo at Night")                                                            | 1:19     |  |
| 22.    | «Laughter and Merriment»                                                                           | 1:06     |  |
| 23.    | «Desire for All That Is Lost»                                                                      | 1:26     |  |
| 24.    | «Organization XIII»                                                                                | 1:22     |  |
| 25.    | «Gearing Up»                                                                                       | 0:58     |  |
| 26.    | «Shipmeisters' Shanty»                                                                             | 2:00     |  |
| 27.    | «Blast Off!»                                                                                       | 0:39     |  |
| 28.    | «Asteroid Attack»                                                                                  | 1:16     |  |
| 29.    | «Crossing the Finish Line»                                                                         | 0:41     |  |
| 30.    | «Waltz of the Damned»                                                                              | 1:07     |  |
| 31.    | «Dance of the Daring»                                                                              | 1:04     |  |
| 32.    | «Hesitation»                                                                                       | 1:10     |  |
| 33.    | «Dance to the Death»                                                                               | 1:47     |  |
| 34.    | «Beauty and the Beast» (music by Alan Menken and Howard Ashman)                                    | 0:46     |  |
| 35.    | «The Home of Dragons»                                                                              | 1:32     |  |
| 36.    | «Fields of Honor»                                                                                  | 1:16     |  |
| 37.    | «Apprehension»                                                                                     | 1:17     |  |
| 38.    | «Vim and Vigor»                                                                                    | 1:28     |  |
| 39.    | «Cloudchasers»                                                                                     | 1:39     |  |
| 40.    | «Olympus Coliseum»                                                                                 | 1:39     |  |
| 41.    | «The Underworld»                                                                                   | 1:23     |  |
| 42.    | «What Lies Beneath»                                                                                | 1:29     |  |
| 43.    | «Villains of a Sort»                                                                               | 0:53     |  |
| 44.    | «Rowdy Rumble»                                                                                     | 1:32     |  |
| 45.    | «Mickey Mouse Club March» (music by Jimmie Dodd)                                                   | 1:15     |  |
| 46.    | «A Walk in Andante»                                                                                | 0:55     |  |
| 47.    | «Monochrome Dreams»                                                                                | 1:04     |  |
| 48.    | «Old Friends, Old Rivals»                                                                          | 0:56     |  |
| 49.    | «Floating In Bliss»                                                                                | 1:31     |  |
| 50.    | «Winnie the Pooh» (music by Richard M. Sherman and Robert B. Sherman)                              | 1:38     |  |
| 51.    | «Bounce-O-Rama (Speed Up Version)»                                                                 | 1:39     |  |

| Disc 2 | |          |  |
| N.º    | Título | Duración |  |
| 1.     | «Isn't It Lovely?»                                                                                        | 1:42     |  |
| 2.     | «Let's Sing and Dance!»                                                                                   | 0:30     |  |
| 3.     | «Swim This Way»                                                                                           | 2:21     |  |
| 4.     | «Part of Your World» (music by Alan Menken, lyrics by Howard Ashman)                                      | 1:47     |  |
| 5.     | «Under the Sea» (music by Alan Menken, lyrics by Howard Ashman)                                           | 2:05     |  |
| 6.     | «Ursula's Revenge»                                                                                        | 2:15     |  |
| 7.     | «A New Day Is Dawning»                                                                                    | 2:09     |  |
| 8.     | «Nights of the Cursed»                                                                                    | 1:56     |  |
| 9.     | «He's a Pirate» (music by Klaus Badelt, Geoff Zanelli, and Hans Zimmer)                                   | 1:29     |  |
| 10.    | «The Corrupted»                                                                                           | 1:21     |  |
| 11.    | «Hazardous Highway»                                                                                       | 1:12     |  |
| 12.    | «A Day in Agrabah»                                                                                        | 1:51     |  |
| 13.    | «Arabian Dream»                                                                                           | 1:35     |  |
| 14.    | «This Is Halloween» (music by Danny Elfman)                                                               | 1:26     |  |
| 15.    | «Spooks of Halloween Town»                                                                                | 1:20     |  |
| 16.    | «Adventures in the Savannah»                                                                              | 1:49     |  |
| 17.    | «Savannah Pride»                                                                                          | 1:20     |  |
| 18.    | «The Encounter»                                                                                           | 1:49     |  |
| 19.    | «Space Paranoids»                                                                                         | 1:42     |  |
| 20.    | «Byte Bashing»                                                                                            | 1:20     |  |
| 21.    | «Sinister Shadows»                                                                                        | 1:12     |  |
| 22.    | «The 13th Dilemma»                                                                                        | 1:59     |  |
| 23.    | «Showdown at Hollow Bastion»                                                                              | 0:48     |  |
| 24.    | «One-Winged Angel (from FINAL FANTASY VII)» (music by Nobuo Uematsu)                                      | 2:12     |  |
| 25.    | «Battleship Bravery»                                                                                      | 1:42     |  |
| 26.    | «Sacred Moon»                                                                                             | 2:06     |  |
| 27.    | «Deep Dive»                                                                                               | 1:38     |  |
| 28.    | «Riku» | 1:16     |  |
| 29.    | «Courage»                                                                                                 | 0:53     |  |
| 30.    | «Disappeared»                                                                                             | 2:22     |  |
| 31.    | «A Fight to the Death»                                                                                    | 2:04     |  |
| 32.    | «Darkness of the Unknown»                                                                                 | 4:36     |  |
| 33.    | «Passion ~after the battle~» (written and performed by Utada Hikaru)                                      | 5:59     |  |
| 34.    | «Fantasia alla Marcia for piano, chorus, and orchestra» ("Fantasia on the March"; arranged by Kaoru Wada) | 7:45     |  |
| 35.    | «Destiny Islands»                                                                                         | 1:10     |  |
| 36.    | «Hand in Hand»                                                                                            | 0:40     |  |
| 37.    | «Sunset Horizons»                                                                                         | 1:30     |  |
| 38.    | «Dearly Beloved -Reprise-»                                                                                | 1:28     |  |

### Kingdom Hearts Original Soundtrack Complete
Kingdom Hearts Original Soundtrack Complete es un álbum recopilatorio de la música de los tres juegos principales de la saga: Kingdom Hearts, Kingdom Hearts: Chain of Memories, y Kingdom Hearts II. El estuche contiene música compuesta y producida por Yoko Shimomura, con las principales temas orquestales arreglados por Kaoru Wada. El álbum también cuenta con varios temas inéditos de la serie, así como nuevos arreglos y versiones de canciones de las dos ediciones de Final Mix y del remake Chain of Memories. El recopilatorio se comercializó en Japón el 28 de marzo de 2007. Cada uno de los discos lleva imágenes impresas y la colección incluye un libreto deluxe con nuevas ilustraciones del director y diseñador de personajes Tetsuya Nomura y comentarios de Yoko Shimomura. Como extra, se lanzó un portacedés especial con ilustraciones de Sora y Roxas. La banda sonora consta de nueve discos, con un total de 229 canciones. Los discos uno y dos contienen temas inalterados de la banda sonora original de Kingdom Hearts , mientras que los discos del tres al seis contienen temas más largos de Kingdom Hearts II Original Soundtrack se reproducidos en bucle. Los discos siete y ocho contienen temas de Kingdom Hearts Re:Chain of Memories y el disco nueve contiene temas extras de Kingdom Hearts Final Mix y Kingdom Hearts II Final Mix. 
Lista de temas

| Disc 1 | |          |  |
| N.º    | Título                                                                                                | Duración |  |
| 1.     | «Dearly Beloved»                                                                                      | 1:13     |  |
| 2.     | «Hikari -KINGDOM Orchestra Versión instrumental-» (光; music by Utada Hikaru, arranged by Kaoru Wada) | 3:42     |  |
| 3.     | «Hikari -PLANITb Remix- (Short Edit)» (光; written and performed by Utada Hikaru)                     | 2:31     |  |
| 4.     | «Dive into the Heart -Destati-» ("Awaken")                                                            | 4:57     |  |
| 5.     | «Destiny Islands»                                                                                     | 1:49     |  |
| 6.     | «Bustin' Up on the Beach»                                                                             | 2:01     |  |
| 7.     | «Mickey Mouse Club March» (music by Jimmie Dodd)                                                      | 1:02     |  |
| 8.     | «Treasured Memories»                                                                                  | 1:45     |  |
| 9.     | «Strange Whispers»                                                                                    | 0:55     |  |
| 10.    | «Kairi I»                                                                                             | 1:19     |  |
| 11.    | «It Began with a Letter»                                                                              | 1:32     |  |
| 12.    | «A Walk in Andante»                                                                                   | 1:18     |  |
| 13.    | «Night of Fate»                                                                                       | 2:06     |  |
| 14.    | «Destiny's Force»                                                                                     | 2:50     |  |
| 15.    | «Where Is This?»                                                                                      | 1:42     |  |
| 16.    | «Traverse Town»                                                                                       | 1:21     |  |
| 17.    | «The Heartless Has Come»                                                                              | 0:54     |  |
| 18.    | «Shrouding Dark Cloud»                                                                                | 2:15     |  |
| 19.    | «Blast Away! -Gummi Ship I-»                                                                          | 1:50     |  |
| 20.    | «Tricksy Clock»                                                                                       | 0:38     |  |
| 21.    | «Welcome to Wonderland»                                                                               | 1:53     |  |
| 22.    | «To Our Surprise»                                                                                     | 2:14     |  |
| 23.    | «Turning the Key»                                                                                     | 0:16     |  |
| 24.    | «Olympus Coliseum»                                                                                    | 2:08     |  |
| 25.    | «Road to a Hero»                                                                                      | 1:30     |  |
| 26.    | «Go for It!»                                                                                          | 2:05     |  |
| 27.    | «No Time to Think»                                                                                    | 0:33     |  |
| 28.    | «Deep Jungle»                                                                                         | 3:00     |  |
| 29.    | «Having a Wild Time»                                                                                  | 2:25     |  |
| 30.    | «Holy Bananas!»                                                                                       | 2:16     |  |
| 31.    | «Squirming Evil»                                                                                      | 1:54     |  |
| 32.    | «Hand in Hand»                                                                                        | 2:26     |  |
| 33.    | «Kairi II»                                                                                            | 1:02     |  |
| 34.    | «Merlin's Magical House»                                                                              | 1:46     |  |
| 35.    | «Winnie the Pooh» (music by Richard M. Sherman and Robert B. Sherman)                                 | 2:28     |  |
| 36.    | «Bounce-O-Rama»                                                                                       | 1:48     |  |
| 37.    | «Just an Itty Bitty Too Much»                                                                         | 0:40     |  |
| 38.    | «Once Upon a Time»                                                                                    | 0:21     |  |
| 39.    | «Shipmeisters' Humoresque»                                                                            | 2:11     |  |
| 40.    | «Precious Stars in the Sky»                                                                           | 1:08     |  |
| 41.    | «Blast Away! -Gummi Ship II-»                                                                         | 1:50     |  |

| Disc 2 |                                                                        |          |  |
| N.º    | Título                                                                 | Duración |  |
| 1.     | «A Day in Agrabah»                                                     | 2:23     |  |
| 2.     | «Arabian Dream»                                                        | 2:04     |  |
| 3.     | «Villains of a Sort»                                                   | 1:32     |  |
| 4.     | «A Very Small Wish»                                                    | 2:16     |  |
| 5.     | «Monstrous Monstro»                                                    | 1:56     |  |
| 6.     | «Friends in My Heart»                                                  | 1:30     |  |
| 7.     | «Under the Sea» (music by Alan Menken and Howard Ashman)               | 1:54     |  |
| 8.     | «An Adventure in Atlantica»                                            | 2:03     |  |
| 9.     | «A Piece of Peace»                                                     | 1:00     |  |
| 10.    | «An Intense Situation»                                                 | 0:48     |  |
| 11.    | «The Deep End»                                                         | 2:14     |  |
| 12.    | «This is Halloween» (music by Danny Elfman)                            | 2:22     |  |
| 13.    | «Spooks of Halloween Town»                                             | 2:14     |  |
| 14.    | «Oopsy-Daisy»                                                          | 0:21     |  |
| 15.    | «Captain Hook's Pirate Ship»                                           | 2:06     |  |
| 16.    | «Pirate's Gigue»                                                       | 1:45     |  |
| 17.    | «Never Land Sky»                                                       | 1:26     |  |
| 18.    | «Kairi III»                                                            | 1:35     |  |
| 19.    | «Blast Away! -Gummi Ship III-»                                         | 1:51     |  |
| 20.    | «Hollow Bastion»                                                       | 2:26     |  |
| 21.    | «Scherzo Di Notte» ("Scherzo at Night")                                | 1:49     |  |
| 22.    | «Forze Del Male» ("Forces of Evil")                                    | 3:38     |  |
| 23.    | «HIKARI – KINGDOM HEARTS Versión instrumental» (music by Utada Hikaru) | 1:09     |  |
| 24.    | «Miracle»                                                              | 0:16     |  |
| 25.    | «End of the World»                                                     | 3:14     |  |
| 26.    | «Fragments of Sorrow»                                                  | 2:18     |  |
| 27.    | «Guardando nel Buio» ("Peering into Darkness")                         | 4:24     |  |
| 28.    | «Beyond the Door»                                                      | 1:08     |  |
| 29.    | «Always on My Mind»                                                    | 1:47     |  |
| 30.    | «Hikari» (光; written and performed by Utada Hikaru)                   | 5:03     |  |
| 31.    | «March Caprice for Piano and Orchestra» (arranged by Kaoru Wada)       | 5:13     |  |
| 32.    | «Hand in Hand -Reprise-»                                               | 0:55     |  |
| 33.    | «Dearly Beloved -Reprise-»                                             | 1:20     |  |
| 34.    | «Having a Wild Time -Previous Version-» (bonus track)                  | 1:11     |  |
| 35.    | «Destati» ("Awaken"; bonus track)                                      | 2:55     |  |

| Disc 3 | |          |  |
| N.º    | Título                                                                                             | Duración |  |
| 1.     | «Dearly Beloved»                                                                                   | 4:18     |  |
| 2.     | «Passion -KINGDOM Orchestra Versión instrumental-» (music by Utada Hikaru, arranged by Kaoru Wada) | 3:43     |  |
| 3.     | «Passion ~opening version~» (written and performed by Utada Hikaru)                                | 4:25     |  |
| 4.     | «Lazy Afternoons»                                                                                  | 3:10     |  |
| 5.     | «Sinister Sundown»                                                                                 | 2:08     |  |
| 6.     | «The Escapade»                                                                                     | 2:03     |  |
| 7.     | «Dive into the Heart -Destati-» ("Awaken")                                                         | 2:58     |  |
| 8.     | «Fragments of Sorrow»                                                                              | 2:17     |  |
| 9.     | «Tension Rising»                                                                                   | 2:39     |  |
| 10.    | «Kairi»                                                                                            | 1:27     |  |
| 11.    | «Missing You»                                                                                      | 3:32     |  |
| 12.    | «The 13th Struggle»                                                                                | 3:12     |  |
| 13.    | «Roxas»                                                                                            | 2:26     |  |
| 14.    | «Sora»                                                                                             | 2:22     |  |
| 15.    | «The Afternoon Streets»                                                                            | 2:58     |  |
| 16.    | «Working Together»                                                                                 | 2:32     |  |
| 17.    | «Friends in my Heart»                                                                              | 1:45     |  |
| 18.    | «Magical Mystery»                                                                                  | 1:41     |  |
| 19.    | «A Twinkle in the Sky»                                                                             | 1:31     |  |
| 20.    | «Reviving Hollow Bastion»                                                                          | 3:26     |  |
| 21.    | «Scherzo Di Notte» ("Scherzo of Night")                                                            | 2:05     |  |
| 22.    | «Laughter and Merriment»                                                                           | 1:54     |  |
| 23.    | «Desire for All That Is Lost»                                                                      | 2:33     |  |
| 24.    | «Organization XIII»                                                                                | 2:32     |  |

| Disc 4 |                                                                       |          |  |
| N.º    | Título                                                                | Duración |  |
| 1.     | «Gearing Up»                                                          | 1:40     |  |
| 2.     | «Shipmeisters' Shanty»                                                | 3:43     |  |
| 3.     | «Blast Off!»                                                          | 0:45     |  |
| 4.     | «Asteroid Attack»                                                     | 2:10     |  |
| 5.     | «Crossing the Finish Line»                                            | 0:47     |  |
| 6.     | «Waltz of the Damned»                                                 | 2:06     |  |
| 7.     | «Dance of the Daring»                                                 | 1:52     |  |
| 8.     | «Hesitation»                                                          | 1:45     |  |
| 9.     | «Dance to the Death»                                                  | 2:48     |  |
| 10.    | «Beauty and the Beast» (music by Alan Menken and Howard Ashman)       | 0:47     |  |
| 11.    | «The Home of Dragons»                                                 | 2:46     |  |
| 12.    | «Fields of Honor»                                                     | 2:18     |  |
| 13.    | «Apprehension»                                                        | 2:00     |  |
| 14.    | «Vim and Vigor»                                                       | 2:32     |  |
| 15.    | «Cloudchasers»                                                        | 2:50     |  |
| 16.    | «Olympus Coliseum»                                                    | 2:50     |  |
| 17.    | «Road to a Hero»                                                      | 1:53     |  |
| 18.    | «The Underworld»                                                      | 2:24     |  |
| 19.    | «What Lies Beneath»                                                   | 2:17     |  |
| 20.    | «Villains of a Sort»                                                  | 1:13     |  |
| 21.    | «Beneath the Ground»                                                  | 1:48     |  |
| 22.    | «Rowdy Rumble»                                                        | 2:38     |  |
| 23.    | «Mickey Mouse Club March»                                             | 2:05     |  |
| 24.    | «A Walk in Andante»                                                   | 1:45     |  |
| 25.    | «Monochrome Dreams»                                                   | 1:48     |  |
| 26.    | «Old Friends, Old Rivals»                                             | 1:33     |  |
| 27.    | «Floating in Bliss»                                                   | 2:25     |  |
| 28.    | «Winnie the Pooh» (music by Richard M. Sherman and Robert B. Sherman) | 2:31     |  |
| 29.    | «Bounce-O-Rama»                                                       | 1:54     |  |
| 30.    | «Bounce-O-Rama (Speed Up Version)»                                    | 3:01     |  |

| Disc 5 |                                                                         |          |  |
| N.º    | Título                                                                  | Duración |  |
| 1.     | «Isn't It Lovely?»                                                      | 2:53     |  |
| 2.     | «Let's Sing and Dance!»                                                 | 0:30     |  |
| 3.     | «Swim This Way»                                                         | 2:21     |  |
| 4.     | «Part of Your World» (music by Alan Menken, lyrics by Howard Ashman)    | 1:47     |  |
| 5.     | «Under the Sea» (music by Alan Menken, lyrics by Howard Ashman)         | 2:06     |  |
| 6.     | «Ursula's Revenge»                                                      | 2:17     |  |
| 7.     | «A New Day is Dawning»                                                  | 2:10     |  |
| 8.     | «Any Time Any Place»                                                    | 0:18     |  |
| 9.     | «Nights of the Cursed»                                                  | 3:40     |  |
| 10.    | «He's a Pirate» (music by Klaus Badelt, Geoff Zanelli, and Hans Zimmer) | 2:38     |  |
| 11.    | «The Corrupted»                                                         | 2:11     |  |
| 12.    | «Hazardous Highway»                                                     | 2:01     |  |
| 13.    | «A Day in Agrabah»                                                      | 2:46     |  |
| 14.    | «Arabian Dream»                                                         | 2:38     |  |
| 15.    | «Arabian Daydream»                                                      | 2:32     |  |
| 16.    | «This is Halloween» (music by Danny Elfman)                             | 2:27     |  |
| 17.    | «Spooks of Halloween Town»                                              | 2:16     |  |
| 18.    | «Adventures in the Savannah»                                            | 3:02     |  |
| 19.    | «Savannah Pride»                                                        | 2:23     |  |
| 20.    | «The Encounter»                                                         | 2:55     |  |
| 21.    | «Space Paranoids»                                                       | 3:11     |  |
| 22.    | «Byte Bashing»                                                          | 2:20     |  |
| 23.    | «Byte Striking»                                                         | 2:07     |  |
| 24.    | «Sinister Shadows»                                                      | 2:03     |  |
| 25.    | «The 13th Dilemma»                                                      | 3:34     |  |

| Disc 6 |                                                                          |          |  |
| N.º    | Título                                                                   | Duración |  |
| 1.     | «Showdown at Hollow Bastion»                                             | 0:48     |  |
| 2.     | «One-Winged Angel (from FINAL FANTASY VII)» (music by Nobuo Uematsu)     | 3:47     |  |
| 3.     | «Battleship Bravery»                                                     | 1:59     |  |
| 4.     | «Sacred Moon»                                                            | 3:47     |  |
| 5.     | «Deep Drive»                                                             | 2:53     |  |
| 6.     | «Riku»                                                                   | 2:11     |  |
| 7.     | «Courage»                                                                | 1:22     |  |
| 8.     | «Disappeared»                                                            | 4:01     |  |
| 9.     | «A Fight to the Death»                                                   | 3:35     |  |
| 10.    | «Darkness of the Unknown»                                                | 7:49     |  |
| 11.    | «Passion ~after the battle~» (written and performed by Utada Hikaru)     | 5:59     |  |
| 12.    | «Fantasia alla Marcia for piano, chorus and orchestra» ("Fantasy March") | 7:47     |  |
| 13.    | «Destiny Islands»                                                        | 1:11     |  |
| 14.    | «Hand in Hand»                                                           | 0:39     |  |
| 15.    | «Sunset Horizons»                                                        | 1:31     |  |
| 16.    | «Dearly Beloved -Reprise-»                                               | 2:43     |  |

| Disc 7 |                                                          |          |  |
| N.º    | Título                                                   | Duración |  |
| 1.     | «Dearly Beloved»                                         | 2:22     |  |
| 2.     | «Memories in Pieces»                                     | 1:54     |  |
| 3.     | «Traverse Town»                                          | 1:28     |  |
| 4.     | «Hand in Hand»                                           | 2:41     |  |
| 5.     | «Just Wondering»                                         | 1:14     |  |
| 6.     | «Struggle Away»                                          | 2:15     |  |
| 7.     | «Welcome to Wonderland»                                  | 2:05     |  |
| 8.     | «To Our Surprise»                                        | 2:24     |  |
| 9.     | «Piccolo Resto» ("A Short Rest")                         | 1:20     |  |
| 10.    | «Olympus Coliseum»                                       | 2:17     |  |
| 11.    | «Go for It!»                                             | 2:16     |  |
| 12.    | «Disquieting»                                            | 1:54     |  |
| 13.    | «The Fight for My Friends»                               | 2:57     |  |
| 14.    | «A Day in Agrabah»                                       | 2:17     |  |
| 15.    | «Arabian Dream»                                          | 2:13     |  |
| 16.    | «A Very Small Wish»                                      | 2:22     |  |
| 17.    | «Monstrous Monstro»                                      | 2:03     |  |
| 18.    | «La Pace» ("Peace")                                      | 1:29     |  |
| 19.    | «This is Halloween» (music by Danny Elfman)              | 2:32     |  |
| 20.    | «Spooks of Halloween Town»                               | 2:22     |  |
| 21.    | «The 13th Floor»                                         | 1:47     |  |
| 22.    | «Under the Sea» (music by Alan Menken and Howard Ashman) | 2:06     |  |
| 23.    | «An Adventure In Atlantica»                              | 2:10     |  |
| 24.    | «Face It!»                                               | 1:06     |  |
| 25.    | «The Force in You»                                       | 2:12     |  |

| Disc 8 |                                                                       |          |  |
| N.º    | Título                                                                | Duración |  |
| 1.     | «Captain Hook's Pirate Ship»                                          | 2:16     |  |
| 2.     | «Pirate's Gigue»                                                      | 1:57     |  |
| 3.     | «Scent of Silence»                                                    | 1:57     |  |
| 4.     | «Hollow Bastion»                                                      | 2:32     |  |
| 5.     | «Scherzo Di Notte» ("Scherzo at Night")                               | 2:01     |  |
| 6.     | «Revenge of Chaos»                                                    | 2:17     |  |
| 7.     | «Winnie the Pooh» (music by Richard M. Sherman and Robert B. Sherman) | 2:32     |  |
| 8.     | «March-A-Long»                                                        | 2:28     |  |
| 9.     | «Dash-A-Long»                                                         | 2:19     |  |
| 10.    | «Thirteenth Discretion»                                               | 1:12     |  |
| 11.    | «The 13th Struggle»                                                   | 2:29     |  |
| 12.    | «Lazy Afternoons»                                                     | 3:19     |  |
| 13.    | «Sinister Sundown»                                                    | 2:13     |  |
| 14.    | «Destiny Islands»                                                     | 2:40     |  |
| 15.    | «Night of Fate»                                                       | 2:31     |  |
| 16.    | «Naminé»                                                              | 2:15     |  |
| 17.    | «Castle Oblivion»                                                     | 3:23     |  |
| 18.    | «Forgotten Challenge»                                                 | 2:29     |  |
| 19.    | «Graceful Assassin»                                                   | 2:38     |  |
| 20.    | «Scythe of Petals»                                                    | 3:16     |  |
| 21.    | «Lord of the Castle»                                                  | 4:33     |  |

| Disc 9 |                                                                      |          |  |
| N.º    | Título                                                               | Duración |  |
| 1.     | «One-Winged Angel (from FINAL FANTASY VII)» (music by Nobuo Uematsu) | 3:52     |  |
| 2.     | «A Night on Bald Mountain» (music by Modest Músorgski)               | 4:07     |  |
| 3.     | «Disappeared»                                                        | 3:56     |  |
| 4.     | «Another Side»                                                       | 2:42     |  |
| 5.     | «What A Surprise?!»                                                  | 2:42     |  |
| 6.     | «Happy Holidays!»                                                    | 2:30     |  |
| 7.     | «The 13th Reflection»                                                | 3:46     |  |
| 8.     | «Cavern of Remembrance»                                              | 3:25     |  |
| 9.     | «Deep Anxiety»                                                       | 2:15     |  |
| 10.    | «The Other Promise»                                                  | 4:36     |  |
| 11.    | «Rage Awakened»                                                      | 3:44     |  |
| 12.    | «Fate of the Unknown»                                                | 3:26     |  |

### Piano Collections Kingdom Hearts
El 27 de mayo de 2009, Square Enix lanzó una colección con arreglos para piano de la música de Kingdom Hearts. Son temas populares elegidos por miembros de la página web musical de Square Enix. El 2 de abril de 2009 se celebró en Tokio un miniconcierto de preestreno del álbum, cuyos asistentes fueron elegidos por sorteo entre los miembros de la web de Square Enix. Allí, el compositor Yoko Shimomura describió que el álbum consistía en arreglos para música suave de piano. Las canciones 5 a la 8 son una sonata que recoge varios temas de la serie.
"The Other Promise" y "Roxas" aparecen en una secuencia animada de Kingdom Hearts Re:coded en Kingdom Hearts HD 2.5 ReMIX. El arreglo de la colección de piano "Dearly Beloved" también puede verse en la pantalla de selección del título de Kingdom Hearts HD 1.5 ReMIX, Kingdom Hearts HD 2.5 ReMIX, Kingdom Hearts HD 2.8 Final Chapter Prologue, y Kingdom Hearts HD 1.5+2.5 ReMIX.
Lista de temas

| Track listing |                                             |          |  |
| N.º           | Título                                      | Duración |  |
| 1.            | «Dearly Beloved»                            | 2:35     |  |
| 2.            | «Traverse Town»                             | 3:37     |  |
| 3.            | «Hand in Hand»                              | 2:48     |  |
| 4.            | «Missing You ~ Naminé»                      | 4:39     |  |
| 5.            | «1st Mov.: Sora – Allegro con brio»         | 4:18     |  |
| 6.            | «2nd Mov.: Kairi – Andante sostenuto»       | 3:04     |  |
| 7.            | «3rd Mov.: Riku – Scherzo e Intermezzo»     | 4:27     |  |
| 8.            | «Finale: Working Together – Allegro vivace» | 3:31     |  |
| 9.            | «The 13th Side»                             | 4:16     |  |
| 10.           | «Roxas»                                     | 2:36     |  |
| 11.           | «The Other Promise»                         | 4:40     |  |
| 12.           | «Concert Paraphrase on "Dearly Beloved"»    | 4:06     |  |

### Piano Collections Kingdom Hearts Field & Battle
Piano Collections Kingdom Hearts Field & Battle es el segundo álbum recopilatorio de composiciones de la serie Kingdom Hearts arregladas para solo de piano por Sachiko Miyano y Natsumi Kameoka. A diferencia del primer álbum, que cuenta principalmente con canciones de los personajes y música de fondo, esta recopilación contiene temas de batallas y mundos. Square Enix lo anunció en el Tokyo Game Show de 2009 y lo lanzó en Japón el 13 de enero de 2010.
Lista de temas

| Track listing |                                                                       |          |  |
| N.º           | Título                                                                | Duración |  |
| 1.            | «Scherzo Caprice on a Theme of Never Land»                            | 3:49     |  |
| 2.            | «Sinister Sundown»                                                    | 3:16     |  |
| 3.            | «Wonderland's Surprises»                                              | 4:12     |  |
| 4.            | «Lazy Afternoons»                                                     | 4:10     |  |
| 5.            | «Night of Fate»                                                       | 4:03     |  |
| 6.            | «A Very Small Wish – Monstrous Monstro»                               | 3:49     |  |
| 7.            | «Hollow Bastion»                                                      | 3:53     |  |
| 8.            | «Medley of Conflict»                                                  | 4:19     |  |
| 9.            | «Musique pour la tristesse de Xion» ("Music for the sadness of Xion") | 5:35     |  |

### Kingdom Hearts Birth by Sleep& 358/2 Days Original Soundtrack
Kingdom Hearts Birth by Sleep & 358/2 Days Original Soundtrack es un álbum de tres discos que contiene música, compuesta por Yoko Shimomura, de los juegos Kingdom Hearts Birth by Sleep y Kingdom Hearts 358/2 Days, así como de Kingdom Hearts Re:coded. Se presentó el 2 de febrero de 2011. Los discos uno y dos contienen música de Birth by Sleep y el disco tres música de 358/2 Days (pistas 1 a 13), Re:coded (pistas 14 a 20) y Birth by Sleep: Final Mix (pistas 21 a 27). Las pistas de 358/2 Days y Re:coded están en forma orquestada pura, no digitalizadas como en las versiones originales del juego.

### Kingdom Hearts Dream Drop Distance Original Soundtrack
Kingdom Hearts Dream Drop Distance Original Soundtrack es un álbum de tres discos con la música de Kingdom Hearts Dream Drop Distance, lanzado el 18 de abril de 2012. Esta banda sonora, a diferencia de las anteriores, es una colaboración entre los compositores Yoko Shimomura, Takeharu Ishimoto y Tsuyoshi Sekito y contiene composiciones musicales de todos ellos. Entre las canciones hay temas del juego The World Ends with You, compuestas originalmente por Ishimoto, quien realizó un remix para Dream Drop Distance. Los arreglos orquestales son obra de Kaoru Wada.
Lista de temas

| Disc 1 |                                           |          |  |
| N.º    | Título                                    | Duración |  |
| 1.     | «Dearly Beloved» (arranged by Kaoru Wada) | 2:43     |  |
| 2.     | «Storm Diver»                             | 2:38     |  |
| 3.     | «TWISTER -KINGDOM MIX-»                   | 4:50     |  |
| 4.     | «Traverse in Trance»                      | 4:55     |  |
| 5.     | «Hand to Hand»                            | 2:32     |  |
| 6.     | «Dream Eaters»                            | 2:59     |  |
| 7.     | «CALLING -KINGDOM MIX-»                   | 4:05     |  |
| 8.     | «UNTAMABLE»                               | 3:26     |  |
| 9.     | «SOMEDAY -KINGDOM MIX-»                   | 4:54     |  |
| 10.    | «The World of Dream Drops»                | 2:22     |  |
| 11.    | «Le Sanctuaire» ("Sanctuary")             | 3:05     |  |
| 12.    | «La Cloche» ("The Bell")                  | 3:37     |  |
| 13.    | «Sweet Spirits»                           | 1:33     |  |
| 14.    | «Majestic Wings»                          | 3:47     |  |
| 15.    | «Ever After»                              | 2:18     |  |
| 16.    | «Wild Blue»                               | 2:55     |  |

| Disc 2 |                       |          |  |
| N.º    | Título                | Duración |  |
| 1.     | «Access the Grid»     | 4:34     |  |
| 2.     | «Digital Domination»  | 6:31     |  |
| 3.     | «The Nightmare»       | 3:12     |  |
| 4.     | «Rinzler Recompiled»  | 3:24     |  |
| 5.     | «Keyblade Cycle»      | 4:55     |  |
| 6.     | «Gigabyte Mantis»     | 3:46     |  |
| 7.     | «The Fun Fair»        | 3:32     |  |
| 8.     | «Prankster's Party»   | 2:18     |  |
| 9.     | «Broken Reality»      | 2:18     |  |
| 10.    | «Ice-hot Lobster»     | 3:15     |  |
| 11.    | «The Dream»           | 2:03     |  |
| 12.    | «Ready to Rush»       | 1:43     |  |
| 13.    | «Dream Matchup»       | 4:22     |  |
| 14.    | «One for All»         | 2:56     |  |
| 15.    | «All for One»         | 2:51     |  |
| 16.    | «The Flick Finalist»  | 2:49     |  |
| 17.    | «Victor's Pride»      | 1:29     |  |
| 18.    | «Xigbar»              | 1:49     |  |
| 19.    | «Distant from You...» | 4:46     |  |
| 20.    | «Sacred Distance»     | 3:46     |  |
| 21.    | «Deep Drop»           | 3:35     |  |

| Disc 3 |                                                                                  |          |  |
| N.º    | Título                                                                           | Duración |  |
| 1.     | «L'Oscurità dell'Ignoto» ("Darkness of the Unknown")                             | 4:34     |  |
| 2.     | «Xehanort – The Early Years»                                                     | 2:10     |  |
| 3.     | «The Dread of Night»                                                             | 3:39     |  |
| 4.     | «L'Eminenza Oscura I» ("The Dark Eminence")                                      | 4:12     |  |
| 5.     | «L'Eminenza Oscura II» ("The Dark Eminence")                                     | 4:21     |  |
| 6.     | «L'Impeto Oscuro» ("The Dark Impetus")                                           | 4:58     |  |
| 7.     | «My Heart's Descent» (arranged by Tsuyoshi Sekito)                               | 3:03     |  |
| 8.     | «The Eye of Darkness» (arranged by Tsuyoshi Sekito)                              | 3:18     |  |
| 9.     | «Link to All»                                                                    | 2:38     |  |
| 10.    | «Sora»                                                                           | 2:30     |  |
| 11.    | «Dream Drop Distance -The Next Awakening-» (arranged by Kaoru Wada)              | 8:57     |  |
| 12.    | «Symphony No. 6 "Pastoral" Op. 6» (original music by Ludwig van Beethoven)       | 9:09     |  |
| 13.    | «L'Apprenti Sorcier» ("The Sorcerer's Apprentice"; original music by Paul Dukas) | 10:58    |  |
| 14.    | «The Nutcracker Suite Op. 7» (original music by Piotr Ilich Chaikovski)          | 9:57     |  |
| 15.    | «A Night on Bald Mountain» (original music by Modest Músorgski)                  | 4:19     |  |

### Kingdom Hearts 10th Anniversary Fan Selection: Melodies & Memories
Kingdom Hearts 10th Anniversary Fan Selection: Melodies & Memories es un doble CD editado para conmemorar el décimo aniversario de la serie. Los fans eligieron los temas incluidos en la página web oficial del juego. Fue lanzado en Japón el 19 de septiembre de 2012.
Lista de temas

| Disc 1 | |          |  |
| N.º    | Título | Duración |  |
| 1.     | «Dearly Beloved» (from Kingdom Hearts)                                                                                     | 1:13     |  |
| 2.     | «Hikari -KINGDOM Orchestra Versión instrumental-» (光; music by Utada Hikaru, arranged by Kaoru Wada; from Kingdom Hearts) | 3:42     |  |
| 3.     | «Destati» ("Awaken"; from Kingdom Hearts)                                                                                  | 2:55     |  |
| 4.     | «Traverse Town» (from Kingdom Hearts)                                                                                      | 1:21     |  |
| 5.     | «Hand in Hand» (from Kingdom Hearts)                                                                                       | 2:26     |  |
| 6.     | «Kairi I» (from Kingdom Hearts)                                                                                            | 1:19     |  |
| 7.     | «Hollow Bastion» (from Kingdom Hearts)                                                                                     | 2:26     |  |
| 8.     | «Always on My Mind» (from Kingdom Hearts)                                                                                  | 1:47     |  |
| 9.     | «Another Side» (from Kingdom Hearts Final Mix)                                                                             | 2:39     |  |
| 10.    | «Naminé» (from Kingdom Hearts Re:Chain of Memories)                                                                        | 2:15     |  |
| 11.    | «Lord of the Castle» (from Kingdom Hearts Re:Chain of Memories)                                                            | 4:33     |  |
| 12.    | «Dearly Beloved» (from Kingdom Hearts II)                                                                                  | 2:22     |  |
| 13.    | «Passion -KINGDOM Orchestra Versión instrumental-» (music by Utada Hikaru, arranged by Kaoru Wada; from Kingdom Hearts II) | 3:41     |  |
| 14.    | «Passion ~opening version~» (written and performed by Utada Hikaru; from Kingdom Hearts II)                                | 4:26     |  |
| 15.    | «Lazy Afternoons» (from Kingdom Hearts II)                                                                                 | 1:40     |  |
| 16.    | «Missing You» (from Kingdom Hearts II)                                                                                     | 1:53     |  |
| 17.    | «The 13th Struggle» (from Kingdom Hearts II)                                                                               | 1:44     |  |
| 18.    | «Roxas» (from Kingdom Hearts II)                                                                                           | 1:18     |  |
| 19.    | «Sora» (from Kingdom Hearts II)                                                                                            | 1:29     |  |
| 20.    | «Organization XIII» (from Kingdom Hearts II)                                                                               | 1:22     |  |
| 21.    | «The 13th Reflection» (from Kingdom Hearts II Final Mix)                                                                   | 3:46     |  |
| 22.    | «The Other Promise» (from Kingdom Hearts II Final Mix)                                                                     | 4:36     |  |
| 23.    | «Riku» (from Kingdom Hearts II)                                                                                            | 1:16     |  |
| 24.    | «Darkness of the Unknown» (from Kingdom Hearts II)                                                                         | 4:36     |  |
| 25.    | «Rage Awakened» (from Kingdom Hearts II Final Mix)                                                                         | 3:44     |  |
| 26.    | «Fate of the Unknown» (from Kingdom Hearts II Final Mix)                                                                   | 3:26     |  |

| Disc 2 | |          |  |
| N.º    | Título | Duración |  |
| 1.     | «Dearly Beloved» (from Kingdom Hearts 358/2 Days)                                                                                 | 2:55     |  |
| 2.     | «Musique pour la tristesse de Xion» ("Music for the sadness of Xion"; from Kingdom Hearts 358/2 Days)                             | 3:59     |  |
| 3.     | «At Dusk, I Will Think of You...» (from Kingdom Hearts 358/2 Days)                                                                | 4:00     |  |
| 4.     | «Vector to the Heavens» (from Kingdom Hearts 358/2 Days)                                                                          | 3:51     |  |
| 5.     | «Another Side -Battle Ver.-» (from Kingdom Hearts 358/2 Days)                                                                     | 3:02     |  |
| 6.     | «Dearly Beloved» (from Kingdom Hearts Birth by Sleep)                                                                             | 5:24     |  |
| 7.     | «Terra» (from Kingdom Hearts Birth by Sleep)                                                                                      | 1:40     |  |
| 8.     | «Ventus» (from Kingdom Hearts Birth by Sleep)                                                                                     | 3:06     |  |
| 9.     | «Enter the Darkness» (from Kingdom Hearts Birth by Sleep)                                                                         | 4:44     |  |
| 10.    | «Aqua» (from Kingdom Hearts Birth by Sleep)                                                                                       | 2:52     |  |
| 11.    | «Dismiss» (from Kingdom Hearts Birth by Sleep)                                                                                    | 4:38     |  |
| 12.    | «Dark Impetus» (from Kingdom Hearts Birth by Sleep Final Mix)                                                                     | 4:55     |  |
| 13.    | «Dearly Beloved» (arranged by Kaoru Wada; from Kingdom Hearts 3D: Dream Drop Distance)                                            | 2:43     |  |
| 14.    | «TWISTER -KINGDOM MIX-» (music by Takeharu Ishimoto; from Kingdom Hearts 3D: Dream Drop Distance)                                 | 4:50     |  |
| 15.    | «L'Oscurità dell'Ignoto» ("The Darkness of the Unknown"; from Kingdom Hearts 3D: Dream Drop Distance)                             | 4:34     |  |
| 16.    | «L'Impeto Oscuro» ("The Dark Impetus"; from Kingdom Hearts 3D: Dream Drop Distance)                                               | 4:58     |  |
| 17.    | «Link to All» (from Kingdom Hearts 3D: Dream Drop Distance)                                                                       | 2:38     |  |
| 18.    | «Hikari» (光; written and performed by Utada Hikaru; from Kingdom Hearts)                                                         | 5:03     |  |
| 19.    | «Fantasia alla Marcia for piano, chorus, and orchestra» ("Fantasia on the March"; arranged by Kaoru Wada; from Kingdom Hearts II) | 7:45     |  |
| 20.    | «Twinkle Twinkle Holidays» (bonus track; from drammatica -The Very Best of Yoko Shimomura-)                                       | 2:47     |  |

## Acogida
La música de Kingdom Hearts en general tuvo una buena acogida. Greg Kasavin, de GameSpot, consideró que la música de fondo era apropiada para cada escenario. Sin embargo, se quejó de que los bucles musicales eran demasiado cortos y repetitivos. El crítico de IGN David Smith quedó impresionado por la calidad de producción de la música de Kingdom Hearts, concretamente por la participación de la Nueva Orquesta Filarmónica de Japón y los arreglos en "Night on Bald Mountain" y "Under the Sea". También elogió la capacidad de la compositora Yoko Shimomura de mantener la atmósfera al mismo tiempo que un "hilo conductor con carácter común a lo largo de la banda sonora". Daniel Kalabakov, de SoundtrackCentral.com, calificó la composición orquestal de Shimomura como "sofisticada", y afirmó que la partitura posee cualidades únicas. También dijo que, aunque el álbum es "excelente", lo consideraba uno de los discos más flojos de la obra de Shimomura. Adam Corn, de SoundtrackCentral.com, en su reseña sobre el álbum recopilatorio de Shimomura, Drammatica, valoró los temas de Kingdom Hearts eran algo a destacar en el disco.
Jim Cordeira, de Gaming Age, declaró que la música era uno de los mejores logros del primer juego y que la banda sonora orquestal es de mejor calidad que las canciones que los temas de anteriores juegos de Final Fantasy, que suenan más bien a digital (MIDI-sounding). Benjamin Turner, de GameSpy, tuvo comentarios positivos para el tema principal, pero la música de fondo de algunos mundos le pareció deficiente. Un segundo crítico de GameSpy, Gerald Villoria, elogió las bandas sonoras de ambos juegos de PlayStation 2, pero comentó que la banda sonora de Kingdom Hearts II no era tan buena como la del primer juego. Hubo varios temas que recabaron atención extra y tuvieron su propia buena acogida. "Hikari" debutó en el número uno de la lista semanal Oricon Weekly Singles, en Japón. Permaneció en el número uno durante tres semanas y se mantuvo en la lista durante trece semanas. "Hikari" vendió más de 270.000 copias durante su primera semana a la venta, y para agosto de 2002 había vendido más de 860.000 copias en Japón. En 2008, Guinness World Records lo reconoció como el tema para videojuegos más vendido en Japón. Kalabakov elogió la interpretación de Utada y la instrumentación de "Hikari", pero reconoció que no era fan de las canciones pop. Turner quedó impresionado por la traducción de "Hikari" al inglés, y opinó que las voces de Utada eran un buen complemento para los segmentos de apertura y finalización del juego. "Passion" debutó en el número cuatro en la lista Oricon Weekly Singles de Japón, en la que permaneció durante nueve semanas. A Miguel Concepción, del canal G4TV, le agradó especialmente "Dearly Beloved", el tema que suena durante la pantalla de título. En IGN se hizo eco de esta opinión y la introdujo en el número cuatro en su lista de los diez mejores temas de títulos en juegos RPG. Comentaron que el tema despejó las dudas que tenían sobre el potencial del juego. Kalabakov consideró que el tema encajaba en el "estilo de cuento de hadas" del entorno de juego. Además, declaró que se trataba de un tema sencillo al que "no le faltaba emoción".